# Samar Badawi
Samar Badawi (àrab: سمر بدوي, Samar Badawī) (Aràbia Saudita, 28 de juny de 1981) és una activista pels drets humans i els drets de la dona de l'Aràbia Saudita. Va donar-se a conèixer arran d'un conflicte judicial amb el seu pare, que va denunciar-la per desobediència per violar el sistema de tutela masculina de l'Aràbia Saudita, que li impedia casar-se sense el seu permís. Badawi va ser empresonada acusada de desobediència entre el 4 d'abril i el 25 d'octubre de 2010, quan una campanya internacional va aconseguir que la seva tutela es traslladés al seu oncle. L'ONG saudita, Human Rights First Society, va qualificar l'empresonament de Badawi com "una indeguda detenció il·legal".
Posteriorment Badawi s'ha significat també en defensa de les llibertats de les dones a l'Aràbia Saudita, la seva participació política i el seu dret a conduir. El 2012 va rebre el Premi Internacional Dona Coratge atorgat pel Departament d'Estat dels Estats Units en reconeixement del seu activisme a favor dels Drets de la dona.
És germana del també activista Raif Badawi, condemnat a presó i a rebre 1000 fuetades acusat d'apostasia.